# Mark Knopfler
Mark Freuder Knopfler (* 12. srpna 1949 Glasgow, Skotsko) je britský kytarista, zpěvák a skladatel. Jeho pěvecký styl je nejlépe popisován německou frází Sprechstimme – ne přímo zpěv, ne přímo mluva. Mark Knopfler je nejznámější jako kytarista a zpěvák skupiny Dire Straits, ale také vydal několik sólových alb, hrál v jiných skupinách (např. The Notting Hillbillies) a spolupracoval s jinými muzikanty jako např. s Bobem Dylanem, Ericem Claptonem atd. Je považován za jednoho z nejlepších kytaristů, kteří hrají prsty bez trsátka. V žebříčku časopisu Rolling Stone „100 Greatest Guitarists of All Time“ dosáhl 44. příčky.

## Biografie
Mark Knopfler se narodil v Glasgow ve Skotsku do rodiny Angličanky a maďarského Žida Erwina Knopflera (1908–1993), jehož antifašistické smýšlení ho donutilo uprchnout z jeho rodného Maďarska. Rodina se nejdříve přestěhovala do Skotska, ale potom se usídlila v rodišti Markovy matky v Newcastlu v severovýchodní Anglii, kde od svých sedmi let se svým bratrem navštěvoval Gosfortské gymnázium (jeho mladší bratr David je také muzikant). Tam ho inspiroval jeho strýc Kingsley ve hře na harmoniku a boogie-woogie klavír. Ve svém mladistvém věku si proto pořídil elektrickou kytaru od značky Höfner.
Během roku 1960 založil a hrál v několika školních kapelách. Poslouchal zpěváky jako Elvis Presley a kytaristy, kterými byli například Scotty Moore, B. B. King a James Burton. Ve věku 16 let udělal se svým kamarádem pro místní televizi vystoupení pod názvem Sue Hercombe. V roce 1968 Knopfler po ročním studiu žurnalistiky dostal práci jako reportér pro Yorkshire Evening Post. Později však opustil své zaměstnání v naději, že se bude věnovat kariéře v hudbě. Hrál v hospodách kolem města, pracoval na částečný úvazek jako asistent na Loughton College a hrál s kamarády v kapele s názvem Café Racers. Později se spřátelil se Johnem Illslym a připojil se k jeho kapele Dire Straits.
V červenci 1977 nahrál se skupinou Dire Straits demo s pěti dnes velice známými písněmi, kterými jsou například "Wild West End", "Sultans of Swing", "Down To The Waterline", "Sacred Loving" a "Water of Love". Následné album sklidilo velký úspěch nejprve v Británii a díky písni Sultans of Swing poté i v celé Evropě, USA i Kanadě. V 80. letech se podílel i na jiných projektech, včetně psaní hudby pro film “Local Hero” vydané v roce 1983. Byl to velký úspěch a ten v roce 1984 následovala i hudba pro film “Cal” a film “Pohodlí a radosti”. V roce 1995 se skupina Dire Straits rozpadla.
Roku 1996 se Mark vydal na sólovou dráhu, které se věnuje dodnes.
Mark Knopfler byl třikrát ženatý. Nejprve se oženil s Kathy White, svou dlouhodobou přítelkyní ze školy, ale jejich manželství nevydrželo. Podruhé si v listopadu 1983 vzal Lurd Salomone, se kterou má dvojčata Benji a Jozefa, jež jsou též hudebně nadaná. Jejich manželství skončilo po deseti letech. Nyní žije v Chelsea se svou ženou, herečkou Kitty Aldridge, se kterou má dvě dcery Isabellu a Katy Ruby Rose.